# Wilhelm Åberg
Wilhelm Leonard Åberg, född 17 mars 1841 i Eskilstuna, död 3 november 1909 i Norrköping, var en svensk målare.
Bland Åbergs arbeten märks dekorationsmålningar för Stora teatern och Arbetarföreningens teater i Norrköping. Som konstnär utförde han landskapsmålningar utförda i olja. Åberg är representerad med ett Eskilstuna-motiv i olja vid Djurgårdsmuseet i Eskilstuna. 
Han var son till målaren Daniel Wilhelm Åberg f. 1814 i Stockholm och Johanna Christina Lindgren f. 1817 i Mellösa, far till skådespelaren Oscar Åberg och farfar till konstnären Pelle Åberg.